# Elecciones legislativas de la Unión Soviética de 1970
Las elecciones legislativas de la Unión Soviética de 1970 se llevaron a cabo el 14 de junio de 1970, para designar a los diputados de la VIII convocatoria del Sóviet Supremo.

## Sistema electoral
Los candidatos debían ser nominados por el Partido Comunista de la Unión Soviética (PCUS) o por una organización pública. Sin embargo, todas las organizaciones públicas estaban controladas por el partido y estaban subordinadas a una ley de 1931 que requería que aceptaran el gobierno del partido. El PCUS en sí mismo siguió siendo el único partido legal en el país.
Los votantes podrían votar en contra del candidato del PCUS, pero solo podrían hacerlo mediante el uso de casillas electorales, mientras que los votos para el partido podrían emitirse simplemente mediante una papeleta en blanco. Se requirió que la participación electoral fuera de más del 50% para que la elección fuese válida.

## Candidatos
Los candidatos del PCUS representaron alrededor de las tres cuartas partes de los nominados, mientras que muchos de los demás eran miembros de Komsomol.

## Resultados
| Partido                                 | Soviet de la Union | Soviet de la Union | Soviet de la Union | Soviet de las Nacionalidades | Soviet de las Nacionalidades | Soviet de las Nacionalidades |
| Partido                                 | Votos              | %                  | Escaños            | Votos                        | %                            | Escaños                      |
| --------------------------------------- | ------------------ | ------------------ | ------------------ | ---------------------------- | ---------------------------- | ---------------------------- |
| Partido Comunista de la Unión Soviética | 152,771,739        | 99.7               | 562                | 152,843,228                  | 99.8                         | 534                          |
| independientes                          | 152,771,739        | 99.7               | 205                | 152,843,228                  | 99.8                         | 216                          |
| En contra                               | 400,054            | 0.3                | –                  | 328,544                      | 0.2                          | –                            |
| Votos nulos/en blanco                   | 420                | –                  | –                  | 441                          | –                            | –                            |
| Total                                   | 153,172,213        | 100                | 767                | 153,172,213                  | 100                          | 750                          |
| Votantes registrados/participación      | 153,237,112        | 100                | –                  | 153,237,112                  | 100                          | –                            |
| Fuente: Nohlen & Stöver                 |                    |                    |                    |                              |                              |                              |